# Купесов, Кикбай Исеньязович
Кикбай Исеньязович Купесов (род. 13.10.1926, аул Кусагач, Актюбинский уезд, Актюбинская губерния, Казакская АССР, РСФСР, СССР) — бригадир колхоза имени 1 Мая Соль-Илецкого района Оренбургской области.

## Биография
Родился 13 октября 1926 года в ауле Кусагач (ныне — Хобдинский район Актюбинской области Казахстана). Казах.
Перед войной переехал с семьей в Соль-Илецкий район Оренбургской области. Трудовую деятельность начал в 13 лет.
В 1942 году окончил семь классов, затем курсы трактористов при Кзыл-Майданской МТС Акбулакского района, там же начал работать трактористом. В 1945—1949 годах проходил срочную службу в рядах Советской Армии.
После демобилизации вернулся в колхоз имени 1 Мая. Более сорока лет он возглавлял тракторно-полеводческую бригаду. Техники в его бригаде было больше, чем в ином колхозе, только комбайнов насчитывалось 28. Бригадир разбирался в агротехнике не хуже специалиста, и как следствие, в бригаде поднялась культура земледелия. Несколько пятилеток подряд бригада К. И. Купесова получала по 20-22 центнера зерновых с гектара.
Указом Президиума Верховного Совета СССР от 23 июня 1966 года за успехи, достигнутые в увеличении производства и заготовок пшеницы, ржи, гречихи, риса, других зерновых и кормовых культур и высокопроизводительном использовании техники, Купесову Кикбаю Исеньязовичу присвоено звание Героя Социалистического Труда с вручением ордена Ленина и золотой медали «Серп и Молот».
Избирался членом обкома КПСС, депутатом Первомайского сельсовета народных депутатов, членом правления колхоза.
Живёт в селе Первомайское.
Награждён орденами Ленина, Октябрьской Революции, Трудового Красного Знамени, «Знак Почета», медалями.